# Lacaune
Lacaune is een gemeente in het Franse departement Tarn (regio Occitanie) en telt 2567 inwoners (2011). De plaats maakt deel uit van het arrondissement Castres.

## Geografie
De oppervlakte van Lacaune bedraagt 91,7 km², de bevolkingsdichtheid is 31,0 inwoners per km².
De onderstaande kaart toont de ligging van Lacaune met de belangrijkste infrastructuur en aangrenzende gemeenten.

## Demografie
Onderstaande figuur toont het verloop van het inwonertal (bron: INSEE-tellingen).